# Sint-Helenafazantje
Het Sint-Helenafazantje (Estrilda astrild) is een tropisch vogeltje uit de familie van de prachtvinken (Estrildidae), oorspronkelijk afkomstig uit Afrika.

## Kenmerken
De totale lengte van kop tot staartpunt van de vogel is 9,5 tot 13 cm; de vogel weegt 6 tot 11 g.
Het is een grijsachtige, met heel veel dwarse, donkere golflijntjes getekende vogel. De onderzijde is wat lichter, de borst is ietwat roze, dat onder de buik rood wordt. De snavel en de oogstreep zijn rood en de staart is bruin met zwart.
De geslachten zijn nauwelijks van elkaar te onderscheiden, alleen door het baltsen is het mannetje te herkennen.

## Verspreiding en leefgebied
De vogel komt voor in een groot deel van Sub-Saharisch Afrika en de omliggende eilanden. Daarnaast komt de vogel voor in de vorm van verwilderde populaties die zijn ontstaan door ontsnapping uit gevangenschap. Zo komt het Sint-Helenafazantje voor op de Bermuda, Brazilië, Kaapverdië, Frans-Polynesië, Hawaï, Martinique, Mauritius, Nieuw-Caledonië, Puerto Rico, Réunion, Sint Helena, Ascension, Tristan da Cunha, Seychellen, Trinidad en Tobago, Uruguay en Vanuatu.
De soort telt zeventien ondersoorten:
- E. a. kempi: Guinee, Sierra Leone en Liberia.
- E. a. occidentalis: van zuidelijk Mali en Ivoorkust tot noordelijk Congo-Kinshasa, Bioko.
- E. a. sousae: Sao Tomé.
- E. a. peasei: Ethiopië.
- E. a. macmillani: Soedan.
- E. a. adesma: van oostelijk Congo-Kinshasa, Oeganda, westelijk Kenia tot noordwestelijk Tanzania.
- E. a. massaica: van centraal Kenia tot noordelijk Tanzania.
- E. a. minor: zuidelijk Somalië, oostelijk Kenia, noordoostelijk Tanzania en Zanzibar.
- E. a. cavendishi: van zuidoostelijk Congo-Kinshasa en zuidelijk Tanzania tot Zimbabwe en Mozambique.
- E. a. schoutedeni: zuidelijk deel van Centraal-Congo-Kinshasa.
- E. a. niediecki: van centraal Angola tot westelijk Zimbabwe.
- E. a. angolensis: inlands westelijk Angola.
- E. a. jagoensis: westkust van Angola.
- E. a. rubriventris: van Gabon tot noordwestelijk Angola.
- E. a. damarensis: Namibië.
- E. a. astrild: zuidelijk Botswana en westelijk en zuidelijk Zuid-Afrika.
- E. a. tenebridorsa: noordelijk en oostelijk Zuid-Afrika.

In 1815 werd door de garnizoensoldaten die Napoleon moesten bewaken op het eiland Sint-Helena de vogel daar ingevoerd, waarna het daar een talrijke vogel werd. Hieraan ontleent de vogel zijn Nederlandse naam. De vogel kwam daar dus niet oorspronkelijk voor.
Het leefgebied bestaat uit terreintjes met grote grassoorten (zoals riet), bies en zegge die voorkomen in moerassen en langs meren en rivieren, in berggebieden, verlaten akkers en weidegronden en ook in stadstuinen.

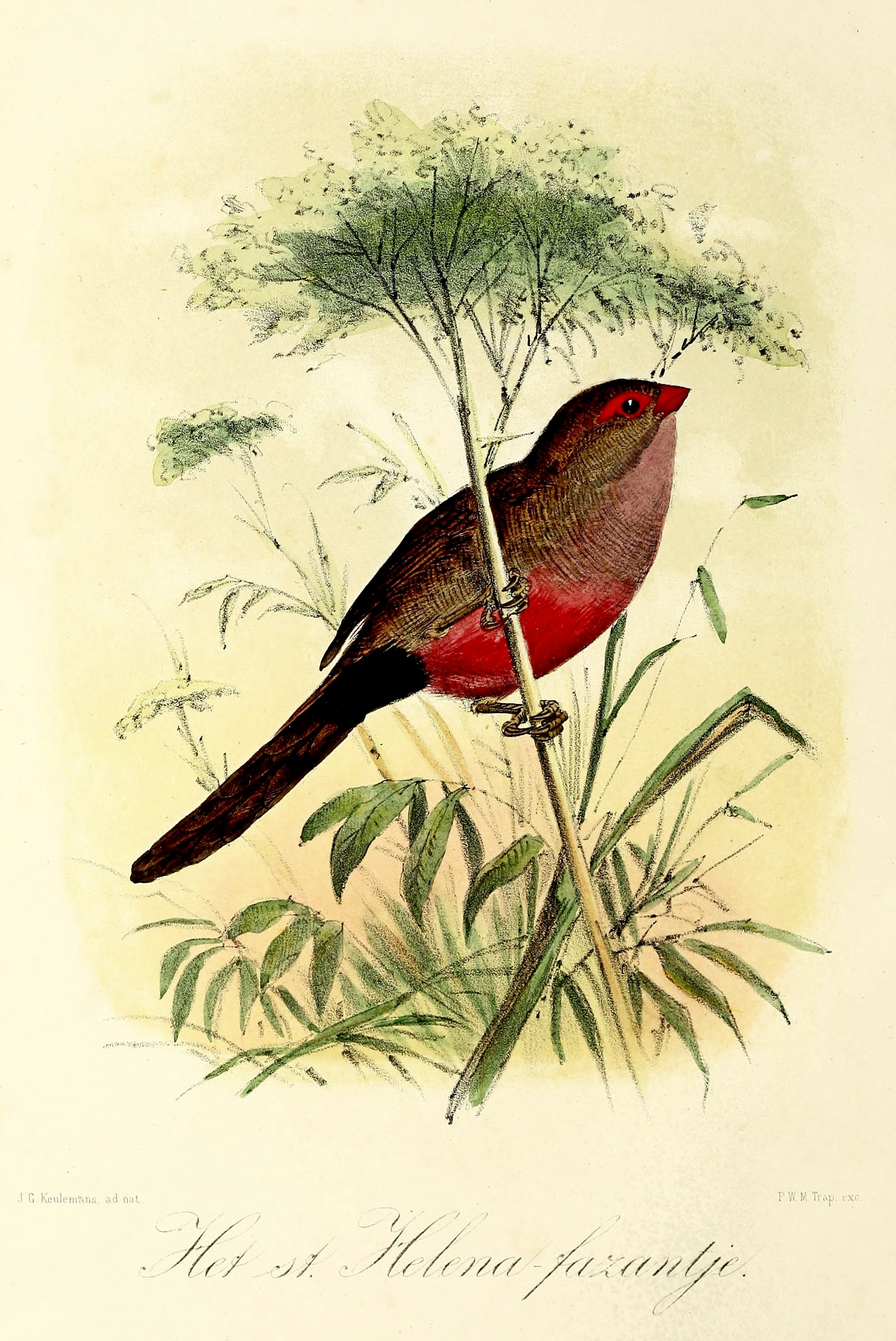
Keulemans 1869

### Voorkomen in Europa
In Zuid-Spanje en Zuid-Portugal komen ook verwilderde populaties voor die standvogel zijn in gebieden met riet en lisdodden.

## Status
De grootte van de populatie is niet gekwantificeerd. Er is geen aanleiding te veronderstellen dat de soort in aantal achteruit gaat. Om deze redenen staat het Sint-Helenafazantje als niet bedreigd op de Rode Lijst van de IUCN.

## Voortplanting
De broedduur bedraagt elf tot twaalf dagen. Na ongeveer veertien dagen kunnen de jongen reeds vliegen.

## Volièrevogel
Deze vogels zijn vrij makkelijk te houden in een gemengde buitenvolière mits deze ruim genoeg is met een vrij dichte beplanting waarin ze zich kunnen verschuilen. In de winter moeten ze de beschikking hebben over een vorst- en tochtvrij nachtverblijf.